# Fagraea salticola
Fagraea salticola là một loài thực vật có hoa trong họ Long đởm. Loài này được Leenh. mô tả khoa học đầu tiên năm 1962.